# Dannella simplex
Dannella simplex är en dagsländeart som först beskrevs av Mcdunnough 1925.  Dannella simplex ingår i släktet Dannella och familjen mossdagsländor. Inga underarter finns listade i Catalogue of Life.